# Molí del Grau (les Valls d'Aguilar)
El Molí del Grau és una masia situada al municipi de les Valls d'Aguilar, a la comarca catalana de l'Alt Urgell.